# Réservoir Gouin
Réservoir Gouin är en sjö i Kanada. Den ligger i provinsen Québec, i den sydöstra delen av landet. Réservoir Gouin ligger 404 meter över havet. Arean är 1 570 kvadratkilometer.